# 宜昌天然塔
30°39′54″N 111°19′19″E / 30.66500°N 111.32194°E
天然塔是一座清乾隆年间建的砖塔。位于湖北省宜昌市伍家岗区宝塔河街道滨江公园，毗邻宜万铁路宜昌长江大桥。现为全国重点文物保护单位。

## 历史
据记载，天然塔始建于晋代，系由著名文学家郭璞于西晋末寄居夷陵时所建，历代均有修葺，明废。现存天然塔为清乾隆五十五年至五十七年（1790～1792年）重建，由东湖县士绅徐经业、王永言、卢鸿儒、覃永泰、张文学等10余人捐资。1986年，为保护天然塔不受破坏，塔基四周修建了专门的围墙。1995年，天然塔划归宜昌三游洞管理处管理，成立了天然塔文物管理所。2001年，宜昌在建设沿江大道延伸段时，为绕开天然塔，不惜增加1000万投资改线，将700米路段由原规划的直线变为曲线，彻底消除施工可能对天然塔带来的种种威胁。2006年12月至2008年9月，宜昌市政府投资1500余万元对天然塔周边环境进行绿化整治，并投入96万元对天然塔主体“修旧如旧”。修葺后的天然塔，古朴再现，周边的田野也成了设计精巧、用材考究的公园。

## 结构
天然塔为八角七级仿楼阁式砖石塔。塔本体占地面积144.27平方米，建筑面积472平方米，塔高43.35米。层层出檐，其下皆有斗拱装饰。塔座八角，有石雕八大金刚负塔，形象生动。底层塔门西向大江，石额刻“天然塔”三字，边框饰二龙戏珠及云纹图案；门楹刻：“玉柱耸江干，巍镇荆门十二；文峰凌汉表，雄当蜀道三千。”塔内有145级石梯盘旋至顶。

## 文物保护情况
1962年9月16日，被宜昌市人民委员会列为第一批宜昌市文物保护单位。1992年12月6日，以“天然塔”的名义被湖北省人民政府列为第三批湖北省文物保护单位；2019年10月7日，以“宜昌天然塔”的名义被中华人民共和国国务院列为第八批全国重点文物保护单位。
其作为文物的保护范围为：宜昌天然塔及周围一定范围。以八棱形塔基基座边缘为界，四周各向外延伸25米。东、北、西面各至新筑的六棱形平台之下3米处，南面至新筑的二层平台边沿。
其作为文物的建设控制地带为：以保护范围为界，东面向外平行延伸65米，西面向外平行延伸75米，南面至长江堤岸边，北面至沿江大道路南边。

## 图集

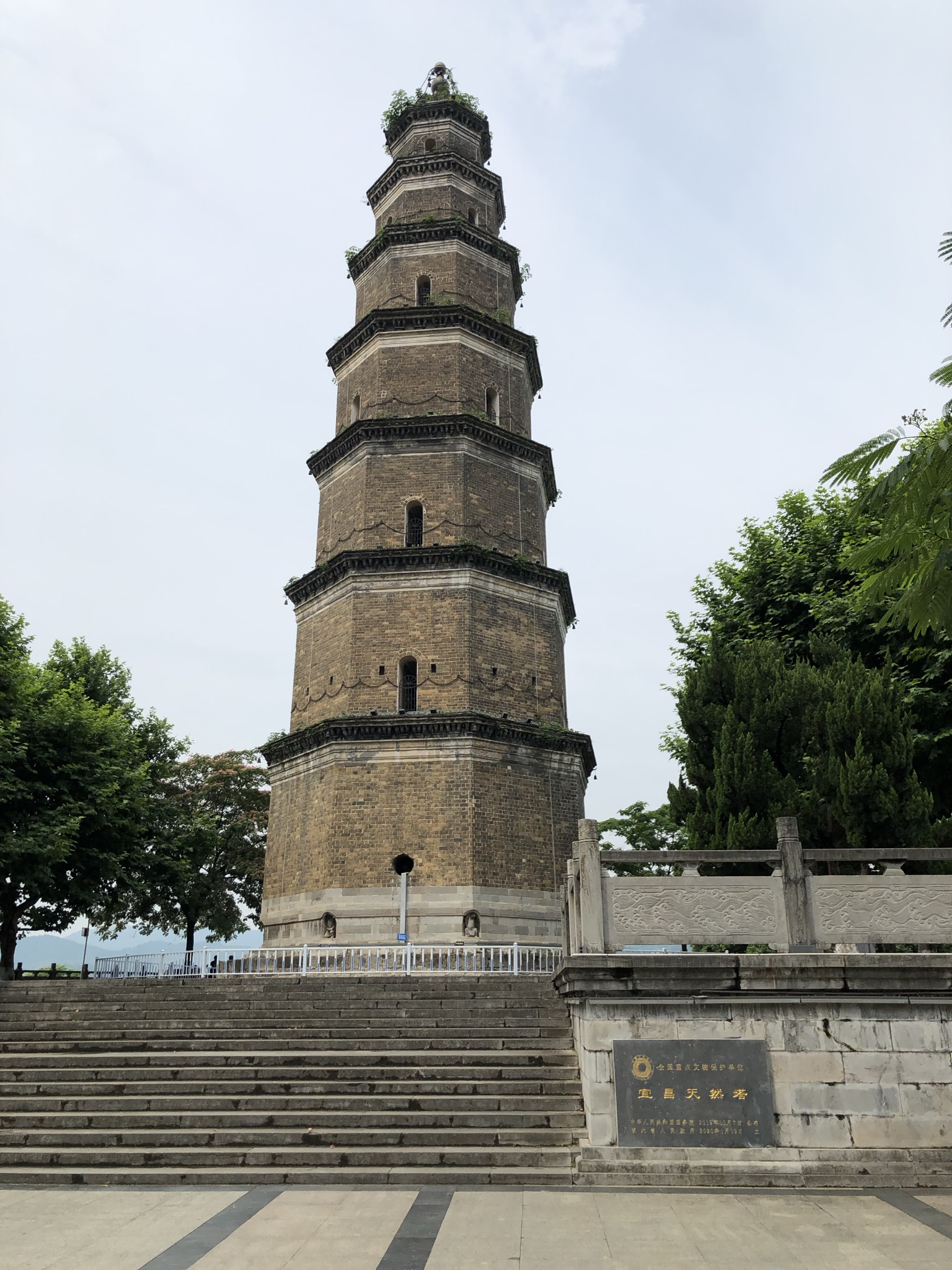
天然塔与国保碑
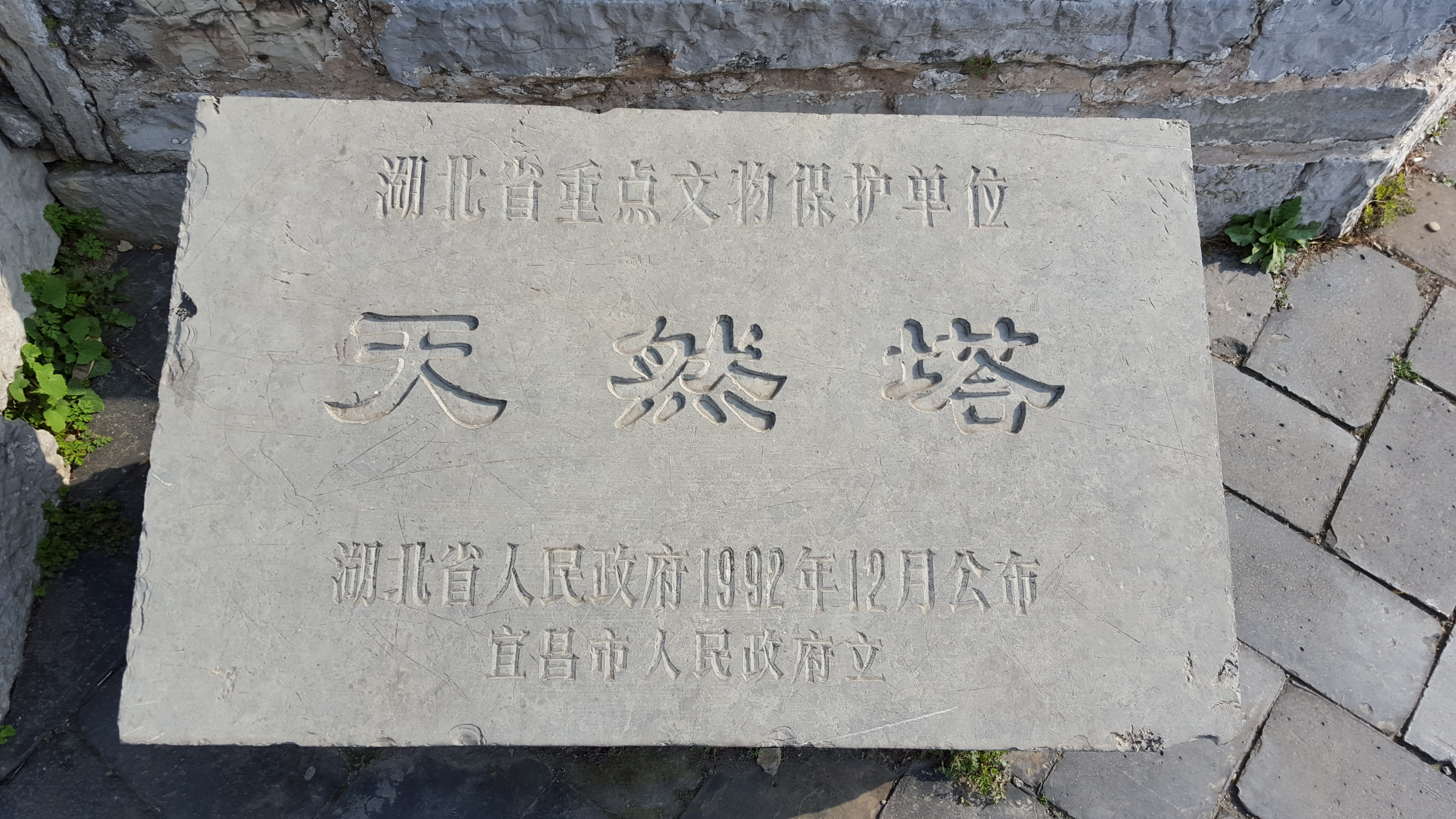
湖北省文物保护单位标志
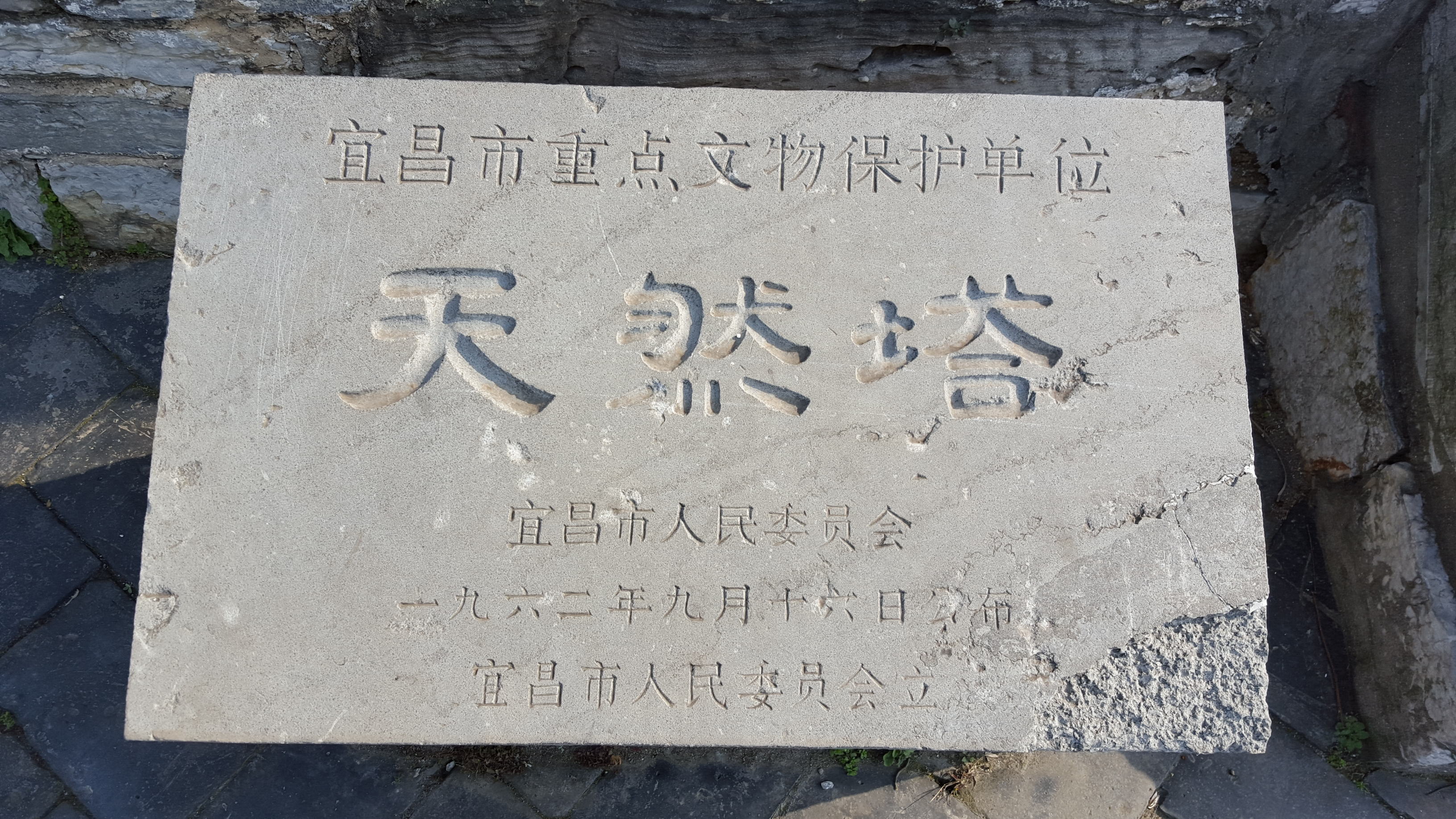
宜昌市文物保护单位标志